# 자유토지당
자유토지당(自由土地黨, 영어: Free Soil Party)은 1848년부터 1854년까지 존속했던 미국의 정당이다. 마틴 밴 뷰런 전(前) 미국 대통령의 주도로 창당되었으며, 주로 뉴욕 일대에서 세력의 기반을 형성했다. 휘그당과 민주당의 옛 노예제 반대론자들을 중심으로 결성되었다. 자유토지당의 주요 정책은 서부 개척지에 대한 노예제 확산의 반대였으며, 노예로부터 해방된 자유민들이 자유롭게 토지를 영유하는 것이 도덕적으로나 경제적으로 노예제보다 더 나은 방법이라 주장하였다. 자유토지당은 1854년에 공화당으로 흡수되었다.

## 대통령 선거 결과

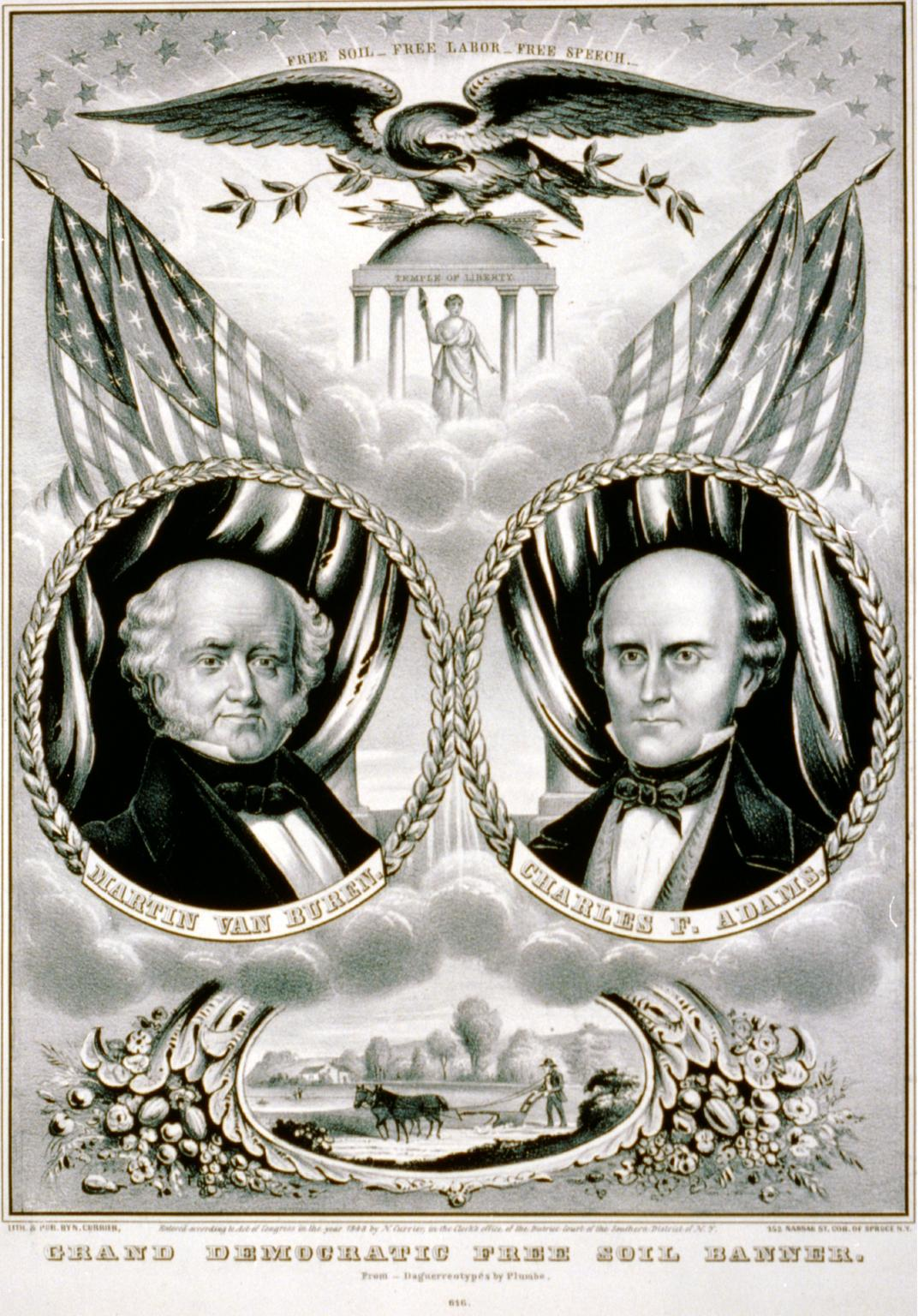
1848년 미국 대통령 선거 당시 자유토지당의 선거 포스터. 마틴 밴 뷰런과 찰스 프랜시스 애덤스

### 1848년 미국 대통령 선거
| 순위 | 이름          | 정당       | 일반득표          | 선거인단 득표 |
| ---- | ------------- | ---------- | ----------------- | ------------- |
| 1    | 재커리 테일러 | 휘그당     | 1,361,393 (47.3%) | 163           |
| 2    | 루이스 캐스   | 민주당     | 1,223,460 (42.5%) | 127           |
| 3    | 마틴 밴 뷰런  | 자유토지당 | 291,501 (10.1%)   | 0             |
| 4    | 게릿 스미스   | 자유당     | 2,545 (0.1%)      | 0             |

### 1852년 미국 대통령 선거
| 순위 | 이름            | 정당       | 일반득표          | 선거인단 득표 |
| ---- | --------------- | ---------- | ----------------- | ------------- |
| 1    | 프랭클린 피어스 | 민주당     | 1,607,510 (50.8%) | 254           |
| 2    | 윈필드 스콧     | 휘그당     | 1,386,942 (43.9%) | 42            |
| 3    | 존 파커 헤일    | 자유토지당 | 155,210(4.9%)     | 0             |

## 같이 보기
- 남북 전쟁의 원인
- 제2 정당제 (미국)